# Vallée de Bergen

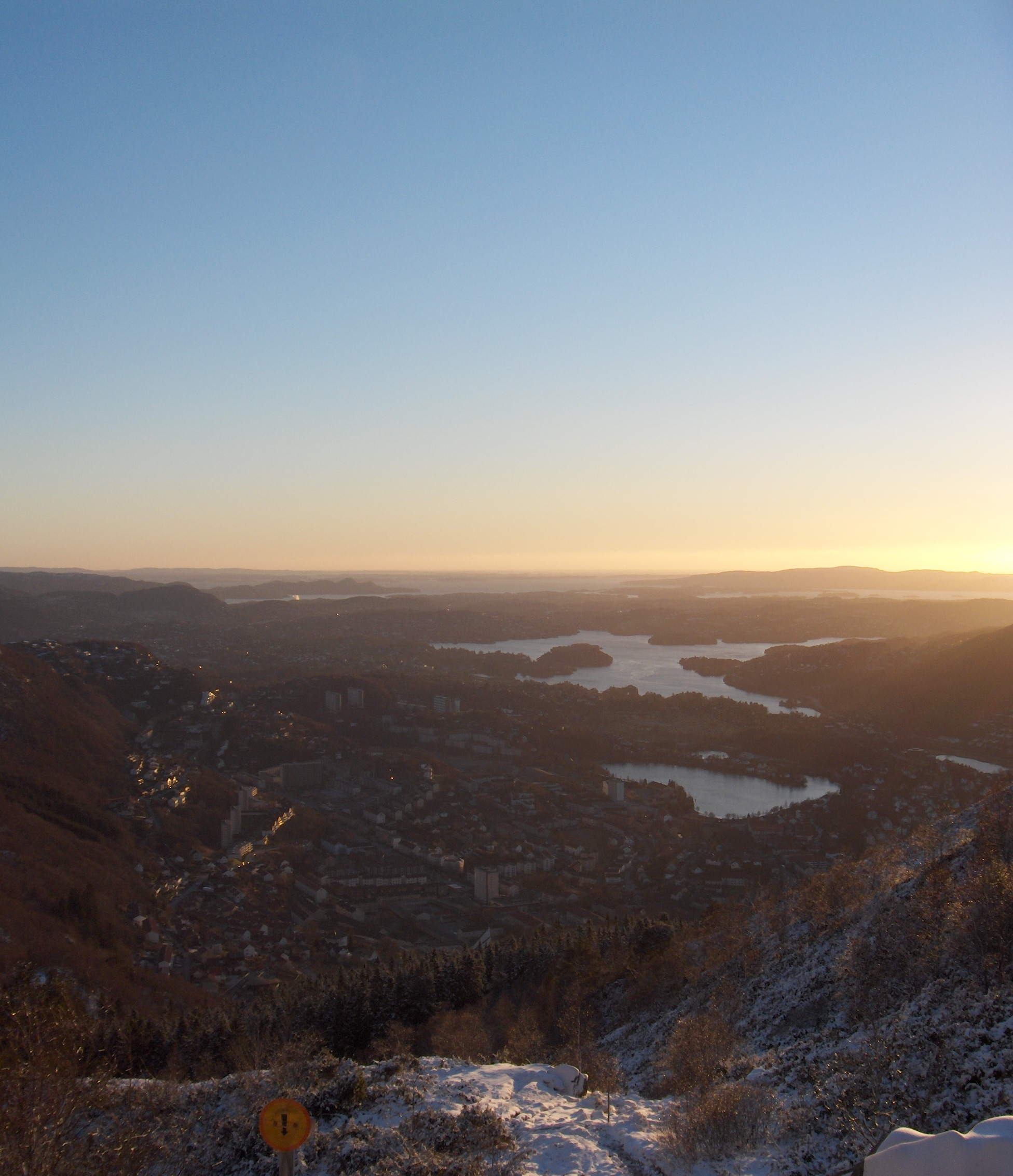
Vue depuis Ulriken sur le sud de la vallée de Bergen et sur Nordåsvatnet.

La vallée de Bergen (Bergensdalen en Norvégien) est la principale vallée de la kommune du même nom. Elle s'étend au sud du centre de Bergen, de svartediket à Fana, entre Løvstakken et le massif de Byfjellene. Les principales villes s'y trouvant sont Minde, Nesttun, Fantoft, Landås et Paradis. Trois bydeler en font partie : Fana, Bergenhus et Årstad.

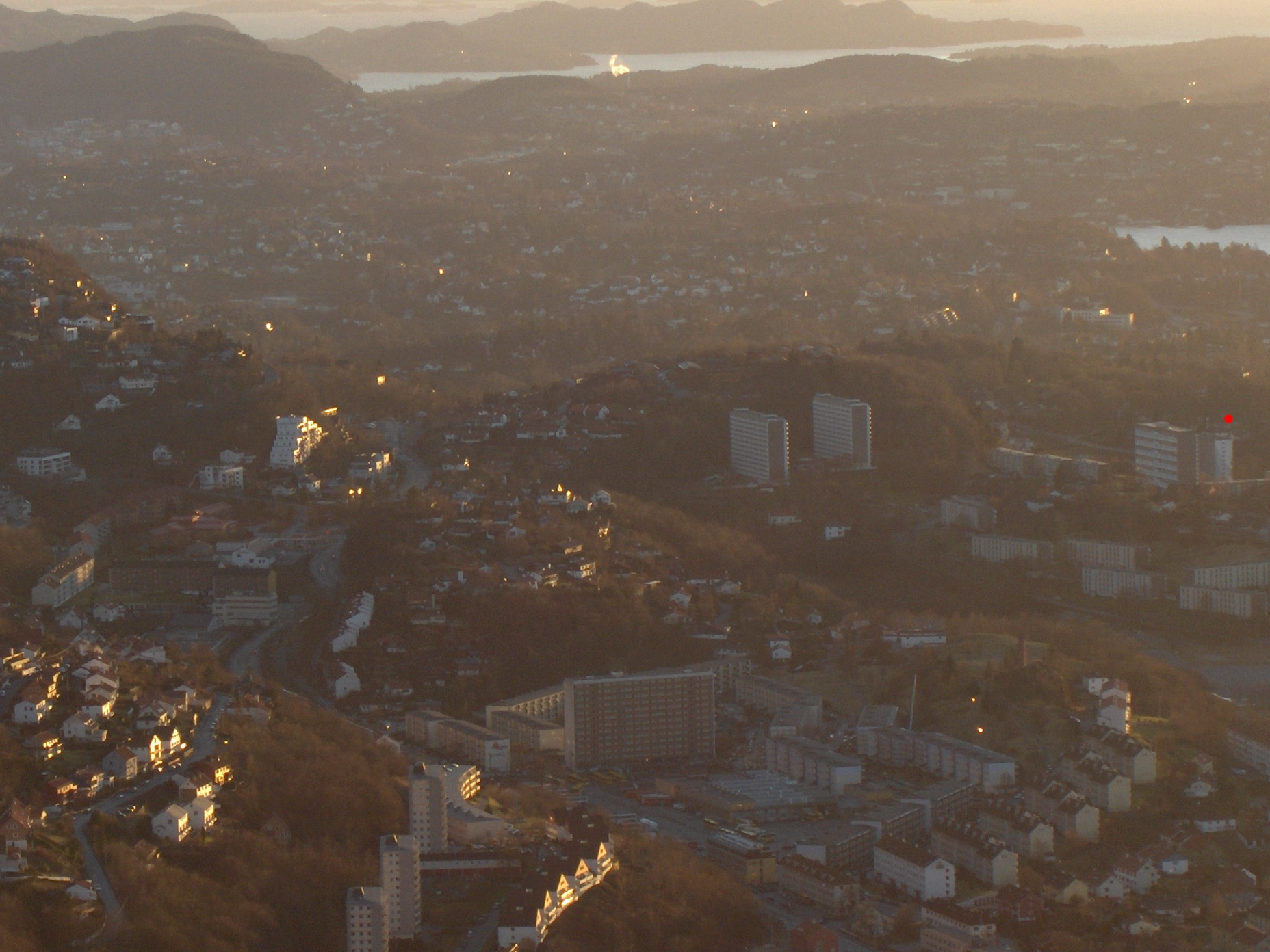
Zoom sur la résidence universitaire de Fantoft, marquée en rouge.

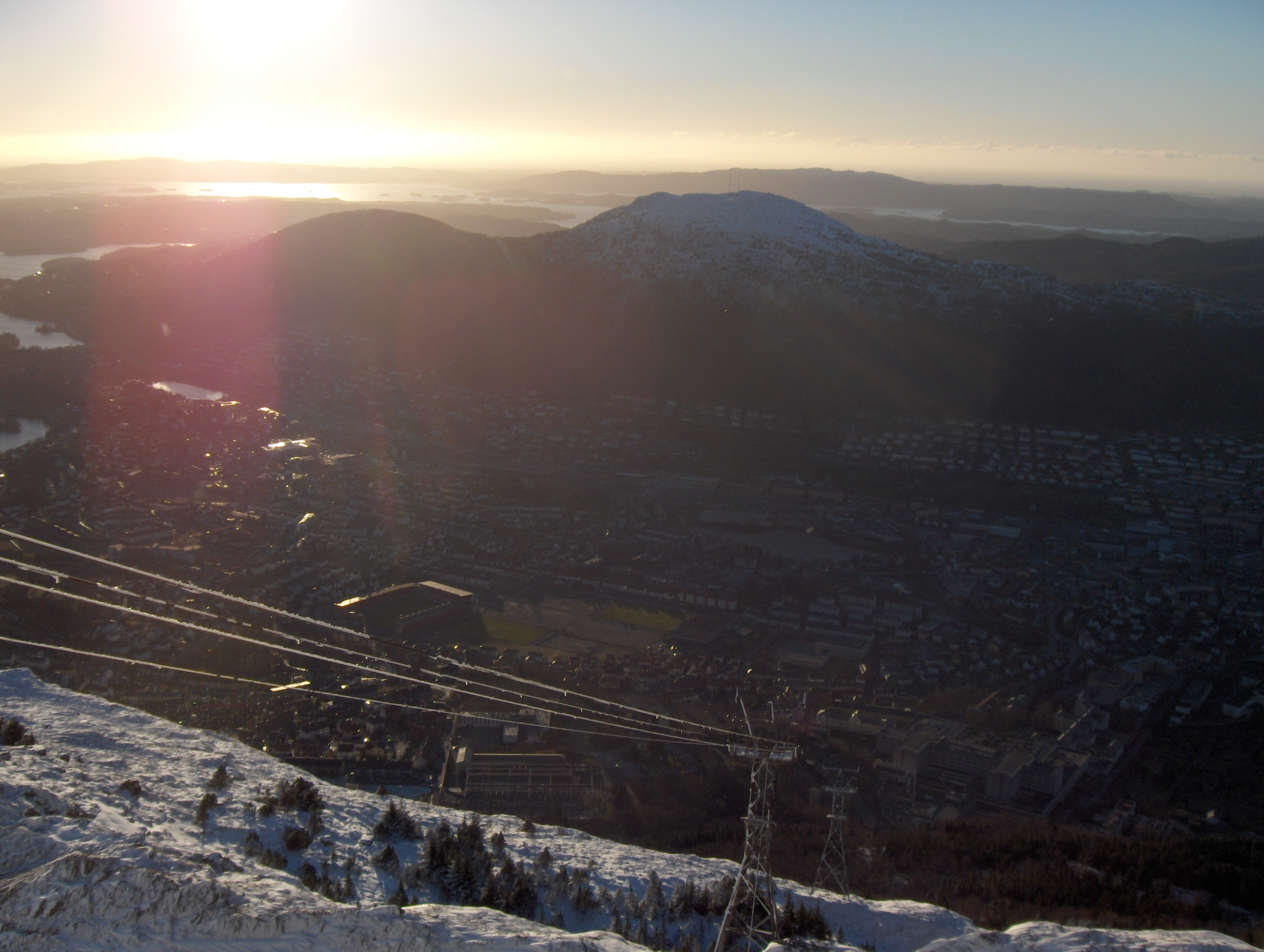
Vue depuis Ulriken sur Løvstakken et le stade du SK Brann.

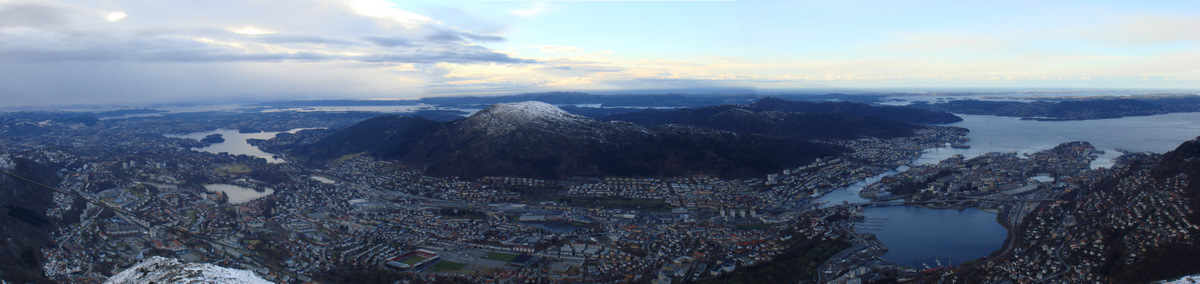
Bergensdalen au premier plan, Løvstakken au centre, Store Lungegardsvannet, Bergenhus et Fløyen à droite.